# Supsiech
Supsiech (ros. Супсех) – osiedle typu wiejskiego w Rosji, w Kraju Krasnodarskim, w pobliżu miasta Anapa.
Według danych z 2002 miejscowość zamieszkują głównie Rosjanie (69,6%) i Ormianie (22,6%).